# Iwan Michajłow (bokser)
Iwan Michajłow buł. Иван Михайлов (ur. 25 grudnia 1944 w Sliwenie) – bułgarski bokser, medalista olimpijski i mistrzostw Europy.
Startował w wadze piórkowej. Zdobył w niej brązowy medal na mistrzostwach Europy w 1967 w Rzymie, po porażce w półfinale z Seyfim Tatarem z Turcji. Na igrzyskach olimpijskich w 1968 w Meksyku również zdobył brązowy medal, wygrywając m.in. z Janem Wadasem i w ćwierćfinale z Tatarem, a przegrywając w półfinale z Alem Robinsonem z USA. Na mistrzostwach Europy w 1969 w Bukareszcie także został brązowym  medalistą, ponownie po porażce z Tatarem. Startował na igrzyskach olimpijskich w 1972 w Monachium w wadze lekkiej, ale odpadł po porażce w trzeciej walce z László Orbánem z Węgier.